# 長野県道452号古屋敷境ノ沢線
長野県道452号古屋敷境ノ沢線（ながのけんどう452ごう ふるやしきさかいのさわせん）は、長野県長野市を走る一般県道。

## 概要

### 路線データ
- 起点：長野市中条日下野字古屋敷（長野県道401号小川長野線交点）
- 終点：長野市中条字境ノ沢（長野県道31号長野大町線交点）

## 通過する自治体
- 長野市

## 交差・接続する道路
- 長野県道401号小川長野線 - 長野市中条日下野字古屋敷（起点）
- 長野県道31号長野大町線 - 長野市中条字境ノ沢（終点）